# Rybno (województwo pomorskie)
Rybno (kaszb. Ribno, niem. Rieben, dawniej Ribna) – wieś kaszubska w Polsce położona w województwie pomorskim, w powiecie wejherowskim, w gminie Gniewino, przy trasie linii kolejowej Wejherowo-Choczewo-Lębork (obecnie zawieszonej). Wieś jest siedzibą sołectwa Rybno, w którego skład wchodzą również miejscowości Rybienko i Rybska Karczma.

## Historia
Potwierdzone historycznie warianty nazewnicze Rybna to (kolejność chronologiczna): Ryben (w 1382), Rüben, Rybno, Ribna, Rybenow, Reiben, Ribben i ponownie Rybno (w potocznym użyciu występuje także wariant nazewniczy Wielkie Rybno). Wieś szlachecka położona była w II połowie XVI wieku w powiecie puckim województwa pomorskiego. 
Do końca I wojny światowej Rybno znajdowało się pod administracją zaboru pruskiego. Do końca XIX wieku miejscowa ludność kaszubska poddana agresywnemu pruskiemu zniemczaniu została prawie zupełnie wynarodowiona. Po I wojnie światowej wieś pozostała poza granicami Polski, stając się niemiecką miejscowością graniczną (granica polsko-niemiecka znajdowała się na wschód od Rybna). Od końca II wojny światowej wieś należy do Polski i została na nowo zasiedlona przez okolicznych Kaszubów (z powiatów wejherowskiego i puckiego) i ludność tzw. napływową z Polski i jej dawnych Kresów Wschodnich. W latach 1975–1998 miejscowość należała administracyjnie do województwa gdańskiego.

## Kolej
Rybno leżące na trasie linii kolejowej Wejherowo-Choczewo-Lębork uzyskało na kilka lat status stacji węzłowej (Rybno Kaszubskie). Było to powiązane z budowaną w pobliskim Kartoszynie Elektrownią Jądrową Żarnowiec. W Rybnie została wyprowadzona wschodnia zelektryfikowana odnoga tej linii prowadząca do przystanku końcowego o nazwie Żarnowiec Elektrownia Jądrowa (daleko idące plany przewidywały włączenie tego odcinka do sieci trójmiejskiej SKM). W ostatnich latach sieć trakcyjna została całkowicie zdemontowana, a ruch na linii zawieszony.